# Hiroaki Samura
Hiroaki Samura (沙村 広明?, Samura Hiroaki; Prefettura di Chiba, 17 febbraio 1970) è un fumettista giapponese.

## Biografia
Hiroaki Samura dichiara di aver sempre desiderato diventare un mangaka. Tuttavia, diversamente da molti suoi colleghi, ha frequentato un'accademia d'arte ed ha quindi avuto una formazione artistica classica, preferendo eseguire lavori in bianco e nero piuttosto che la pittura ad olio. Ha dichiarato di non amare la pittura ad olio a causa dell'odore dei colori e di essersi fatto aiutare per arrivare alla conclusione di quel corso. Tuttavia non completò mai il corso perché venne assunto dalla rivista Afternoon prima di diplomarsi per creare l'opera L'Immortale.

## Stile
Lo stile di Samura è molto dinamico, anche grazie al suo tratto "graffiato". Le caratteristiche fisiche dei personaggi tendono ad essere abbastanza realistiche, e l'autore costruisce spesso immagini in cui i corpi formano angolazioni e pose assai espressive, ad esempio alcune immagini in dettaglio di mani e piedi. Sono molto curati anche i paesaggi ed i fondali. Alcune tavole sono realizzate con un tratto a matita ombreggiato anziché con un tratto inchiostrato.

## Opere
- L'Immortale (1993-2012)
- Ohikkoshi (2002), una collezione di brevi commedie romantiche
- Hitodenasi no koi, una collezione di disegni a matita per adulti a contenuto sessuale e di violenza estrema
- Bloodharley no basha (2005-2007), raccolta di storie cupe e drammatiche, ambientate nell'Inghilterra di fine XIX secolo
- Gensō Gynæcocracy (2010-in corso), raccolta di storie brevi che dipingono ritratti al femminile, tra fantascienza e folklore
- Harukaze no Snegurochka (2013-2014)
- Born to Be on Air! (2014-in corso)
- Beagaruta (2011-in corso)
- Sister Generator (2003-2009) volume unico contenente più storie brevi autoconclusive.
- Halcyon Lunch (2008-2011)